# Robert Käslin
Robert Käslin, né le 14 novembre 1861 à Aarau (originaire du canton de Nidwald) et mort à Berne le 3 juillet 1934, est une personnalité politique suisse, membre du parti radical-démocratique.

## Biographie
Fils d'un chef d'orchestre et frère de l'écrivain Hans Käslin, il effectue sa scolarité à Aarau jusqu'en 1892 avant de suivre des études de droit aux universités de Berne, de Munich et d'Heidelberg pour obtenir successivement son doctorat puis son brevet d'avocat cantonal.
Rédacteur occasionnel à l'Aargauer Tagblatt, il est engagé comme greffier au tribunal de Baden de 1900 à 1920, puis, jusqu'en 1911, secrétaire puis adjoint au Département de justice et police. En parallèle, il est nommé en 1912 secrétaire de la seconde commission d'experts pour le code pénal, poste qu'il occupe jusqu'en 1917. 
En 1914, il est engagé à la Division fédérale de police. Il prend la tête de cette division en 1918 avant d'être nommé vice-chancelier de langue allemande à la Chancellerie fédérale par le Conseil fédéral qui recherche alors un spécialiste de l’administration permettant de pallier une double vacance. À la mort du chancelier Adolf von Steiger en 1925, Käslin est élu sans opposition au poste de chancelier de la Confédération.
En sus de ses tâches de chancelier, le Conseil des États lui demande de continuer son travail de rédaction des procès-verbaux. Sous son mandat, la Chancellerie fédérale commence à organiser régulièrement des entretiens avec les journalistes. En 1934, il démissionne pour raisons de santé et décède trois mois plus tard, des suites d’une maladie cardiaque et d’une pneumonie aiguë.

## Sources
- « Käslin, Robert » dans le Dictionnaire historique de la Suisse en ligne.
- Chancellerie fédérale, « Robert Käslin (chancelier de 1925 à 1934) » (consulté le 2 novembre 2007)

- (nl) Cet article est partiellement ou en totalité issu de l’article de Wikipédia en néerlandais intitulé « Robert Käslin » (voir la liste des auteurs).